# Генріх Шайдеман
Ге́нріх Ша́йдеман (можливий варіант прізвища — Ше́йдеман) (нім. Heinrich Scheidemann; до 1596, Верден, Гольштейн – 26 вересня 1663, Гамбург) — німецький композитор, органіст та музичний педагог. Один із засновників північнонімецької органної школи.

## Біографія
Точний рік народження композитора невідомий. Перші уроки музики Генріх Шайдеман отримав у свого батька Давида Шайдемана, який спершу був органістом у Вердені, а з 1604 року — у церкві Святої Катерини в Гамбурзі. З 1611 по 1614 рік він разом зі своїм другом Якобом Преторіусом навчався у тодішнього відомого органіста Яна Пітерсзона Свелінка в Амстердамі. Навчання профінансувала парафія Катеріненкірхе, причиною цього було бажання представників усіх головних церков Гамбурга, щоб їхні майбутні органісти проходили навчання саме у Свелінка. Незрозуміло, чим музикант займався протягом наступного десятиліття, але, ймовірніше, він служив при церкві, де працював його тато.
У 1629 році Генріх Шайдеман змінив свого батька на посаді органіста в гамбурзькій церкві Св. Катерини. Пізніше він перебував на цій посаді понад 30 років аж до самої смерті. Шайдеман досяг високої репутації в музичному житті Гамбурга завдяки своїй творчості та впливу на інших органістів та канторів, і вважався видатним майстром гри на органі. Він також протестував численні органи на півночі Німеччини. Його найважливішим учнем є Йоганн Адам Райнкен, який після смерті Шайдемана в 1663 році від чуми став його наступником на посаді органіста в церкві Св. Катерини.

## Творчість
Генріх Шайдеман розглядається як ранній представник північнонімецької органної школи і є одним із найважливіших композиторів свого покоління. Він відомий перш за все як органіст, про що свідчить велика кількість відповідних творів. На відміну від інших німецьких композиторів раннього бароко, кожен з яких писав у більшості тодішніх жанрів і стилів, Шайдеман писав практично лише органну музику. Збереглися ще декілька пісень, а також деякі п'єси для клавесина.
Значний внесок Шайдемана в органну творчість та загалом в музику бароко полягав також у його обробках лютеранських хоралів і складанні хоральних фантазій, які були новим винаходом, надхненним творчістю Свелінка. Окрім хоральних аранжувань, він також писав магніфікати, і не лише в декількох частинах, але й у циклічній формі для літургійного використання в чергуванні з хором.
Твори Шайдемана в ХХІ столітті прийнято ідентифікувати за каталогом П. Дірксена (2007), прийняте скорочення – WV.

## Вшанування пам’яті
У 2014 році на честь композитора названо астероїд (31032) Шайдеман.